# Night Brodde
Night Brodde, född 28 mars 2014, är en svenskfödd amerikansk travare.

## Bakgrund
Night Brodde är en brun hingst efter Up And Quick och under Nagajka (efter Viking Kronos). Han föddes upp av Brodda Stuteri AB & Stall Anderberg AB och ägs av Stall Pevero. Han tränas av Conrad Lugauer.

## Karriär
Night Brodde har till maj 2022 sprungit in 3 250 115 kronor på 60 starter, varav 18 segrar, 6 andraplatser och 5 tredjeplatser. Han har tagit karriärens hittills största seger i Margaretas Tidiga Unghästserie (mars 2019), Bronsdivisionen (dec 2019), Silverdivisionen (feb 2021) och Elitsprintern (2021). Han har även kommit på tredje plats i Paralympiatravet (2022).